# Clifford Pickover
Clifford Alan Pickover (nacido el 15 de agosto de 1957) es un biofísico estadounidense, conocido por sus facetas como escritor, editor y columnista; con numerosas obras publicadas sobre ciencia, matemáticas, ciencia ficción, innovación y creatividad. Posee más de 700 patentes en su haber, y cuenta con el hallazgo de varias entidades matemáticas, como los números vampiros.

## Biografía

Las obras de Pickover a menudo se han ocupado de dimensiones superiores, arte por computadora y visualización

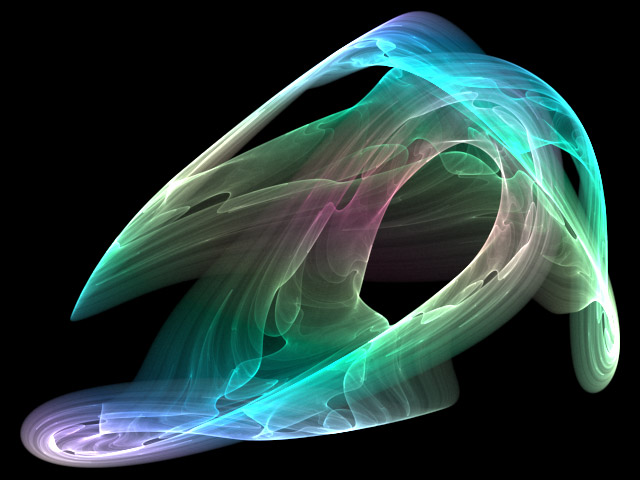
Vista de un fractal generado con el algoritmo de Pickover

Pickover obtuvo un doctorado en biofísica molecular por la Universidad Yale en 1982, donde realizó una investigación sobre la dispersión de los rayos X a través de la estructura de proteínas. Se graduó primero en su clase en el Franklin and Marshall College, después de completar el programa de pregrado de cuatro años en tres.
Comenzó a trabajar en la IBM, en el Thomas J. Watson Research Center en 1982, como miembro del grupo de síntesis de habla y luego intervino en la automatización del diseño de las estaciones de trabajo (ordenadores de la época, más potentes que un ordenador personal). Durante gran parte de su carrera, ha publicado artículos técnicos en las áreas de visualización científica, arte computacional y matemática recreativa.
Su libro The Math Book fue ganador del Premio Neumann otorgado por la Sociedad Británica de Historia de las Matemáticas en 2011.
Fue elegido miembro del Comité para la Investigación Escéptica en 2012.
Es editor asociado de la revista científica "Computers and Graphics" y miembro del consejo editorial de "Odyssey" y "Leonardo". También es columnista de Brain-Strain para la revista Odyssey y, durante muchos años, fue columnista de Brain-Boggler para Discover magazine.
En el campo de las matemáticas, ha desarrollado algoritmos como el tallo de Pickover para la representación de fractales, y descubrió los números vampiros en 1994 (a los que dio nombre), Además, ha acuñado los siguientes términos:
número leviatán, factorion,
función de Carotid–Kundalini, batrachion, la secuencia de Juggler, y el número de la Legion, entre otros.

## Publicaciones
Pickover es autor de más de cuarenta libros sobre temas como computadoras y creatividad, arte, matemáticas, agujeros negros, comportamiento e inteligencia humanos, viaje a través del tiempo, vida extraterrestre, Albert Einstein, religión, dimetiltriptamina, universos paralelos, la naturaleza de los genios y ciencia ficción.

### Libros
- 1990. Computers, Pattern, Chaos, and Beauty. St. Martin's Press. ISBN 0-486-41709-3
- 1991. Computers and the Imagination. St. Martin's Press.
- 1992. Mazes for the Mind. St. Martin's Press.
- 1994. Chaos in Wonderland. St. Martin's Press.
- 1995. Keys to Infinity. Wiley.
- 1996. Black Holes: A Traveler's Guide. Wiley.
- 1997. The Alien IQ Test. Basic Books.
- 1997. The Loom of God. Plenum.
- 1998. Spider Legs. With Piers Anthony TOR.
- 1998. The Science of Aliens. Basic Books.
- 1998. Time: A Traveler's Guide. Oxford University Press.
- 1999. Strange Brains and Genius: The Secret Lives of Eccentric Scientists and Madmen, Harper Perennial/Quill, ISBN 0-688-16894-9
- 1999. Surfing Through Hyperspace. Oxford University Press.
- 2000. Cryptorunes: Codes and Secret Writing. Pomegranate.
- 2000. The Girl Who Gave Birth to Rabbits. Prometheus.
- 2000. Wonders of Numbers. Oxford University Press.
- 2001. Dreaming the Future. Prometheus.
- 2001. The Stars of Heaven. Oxford University Press.
- 2002. The Zen of Magic Squares, Circles, and Stars. Princeton University Press. ISBN 0-691-11597-4
- 2002. The Mathematics of Oz. Cambridge University Press. ISBN 0-521-01678-9
- 2002. The Paradox of God and the Science of Omniscience. St. Martin's Press. ISBN 1-4039-6457-2
- 2003. Calculus and Pizza. John Wiley & Sons. ISBN 0-471-26987-5
- 2005. Sex, Drugs, Einstein, and Elves. Smart Publications. ISBN 1-890572-17-9
- 2005. A Passion for Mathematics, John Wiley & Sons. ISBN 0-471-69098-8
- 2006. The Mobius Strip, Thunder's Mouth Press. ISBN 1-56025-826-8
- 2007. A Beginner's Guide to Immortality. Thunder's Mouth Press. ISBN 978-1-56025-984-8
- 2007. The Heaven Virus. Lulu. ISBN 978-1-4303-2969-5
- 2008. Archimedes to Hawking: Laws of Science and the Great Minds Behind Them. Oxford University Press. ISBN 978-0-19-533611-5
- 2009. Jews in Hyperspace.  Kindle Edition.
- 2009. The Loom of God.  Sterling Publishing.  ISBN 978-1-4027-6400-4
- 2009. The Math Book: From Pythagoras to the 57th Dimension, 250 Milestones in the History of Mathematics. Sterling Publishing.  ISBN 978-1-4027-5796-9
- 2011. The Physics Book: From the Big Bang to Quantum Resurrection. Sterling Publishing. ISBN 978-1-4027-7861-2
- 2012. The Medical Book: From Witch Doctors to Robot Surgeons. Sterling Publishing. ISBN 978-1-4027-8585-6
- 2012. Brain Strain: A Mental Muscle Workout That's Fun!. Cricket Media.
- 2013. The Book of Black: Black Holes, Black Death, Black Forest Cake and Other Dark Sides of Life, Calla Editions. ISBN 978-1606600498
- 2014. The Mathematics Devotional: Celebrating the Wisdom and Beauty of Mathematics. Sterling Publishing. ISBN 978-1454913221.
- 2015.  The Physics Devotional: Celebrating the Wisdom and Beauty of Physics. Sterling Publishing . ISBN 978-1454915546
- 2015. Death and the Afterlife: A Chronological Journey, from Cremation to Quantum Resurrection. Sterling Publishing. ISBN 978-1454914341
- 2018. The Science Book: From Darwin to Dark Energy. Sterling Publishing. ISBN 978-1454930068
- 2019. Artificial Intelligence: An Illustrated History, From Medieval Robots to Neural Networks. Sterling Publishing. ISBN 978-1454933595
- Mind-Bending Puzzles (calendars & cards), Pomegranate, each year

### Ciencia ficción
- 2002. Liquid Earth. The Lighthouse Press, Inc.
- 2002. The Lobotomy Club. The Lighthouse Press, Inc.
- 2002. Sushi Never Sleeps. The Lighthouse Press, Inc.
- 2002. Egg Drop Soup. The Lighthouse Press, Inc. ISBN 0-9714827-9-9

### Colecciones editadas
- 1992. Spiral Symmetry, World Scientific. ISBN 981-02-0615-1
- 1993. Visions of the Future: St. Martin's Press.
- 1994. Frontiers of Scientific Visualization. Wiley.
- 1995. Future Health: Computers & Medicine in the 21st Century. St. Martin's Press.
- 1995. 'The Pattern Book: Fractals, Art, and Nature. World Scientific.
- 1995. Visualizing Biological Information. World Scientific.
- 1996. Fractal Horizons. St. Martin's Press,
- 1998. Chaos and Fractals. Elsevier.